# Георг III (Хесен-Итер)
Георг III фон Хесен-Итер (на немски: Georg III von Hessen-Itter, * 29 септември 1632, Дармщат, † 19 юли 1676, Хоф Лаутербах, днес част от Фьол) е ландграф на Хесен-Итер.

## Биография
Той е вторият син на ландграф Георг II от Хесен-Дармщат (1605 – 1661) и съпругата му София Елеонора Саксонска (1609 – 1671), дъщеря на курфюрст Йохан Георг I от Саксония.
След смъртта на баща му през 1661 г. ландграф на Хесен-Дармщат става по-големият му брат Лудвиг VI. Георг получава от брат си като Paragium господството Итер около Фьол на среден Едер в Северен Хесен. Понеже части от господството Итер са заложени на други, Георг получава допълнително 1500 гулдена.
Георг резидира в Хоф Лаутербах, където си построява един дворец, заобиколен с воден ров, и в стария дворец Фьол, който поправя и престроява основно през 1663 г. Той си строи и голяма къща в Талитер.
Георг иска да престрои и замък Итербург отново като резиденция, но умира преди края на работата. Понеже няма мъжки наследници владението му (Paragium) отива обратно на Хесен-Дармщат. Транспорта на домакинството става с дванадесет коли с четири коня и с ескадрон от дванадесет души.

## Фамилия
Първи брак: на 5 май 1661 г. с принцеса Доротея Августа фон Шлезвиг-Холщайн-Зондербург-Францхаген (* 30 септември 1636, † 18 септември 1662), дъщеря на Йохан Христиан фон Шлезвиг-Холщайн-Зондербург-Францхаген. Тя умира малко след сватбата във Фьол.
Втори брак: на 21 юли 1667 г. с Юлиана Александрина фон Лайнинген-Дагсбург-Фалкенбург-Хайдесхайм (* 21 август 1651, † 1 април 1703), дъщеря на граф Емих XIII фон Лайнинген. След смъртта на Георг тя се омъжва за ландгрф Карл (1649 – 1711) фон Хесен-Ванфрид. С нея Георг има три дъщери:
- София Юлиана (* 17 юли 1668, † 9 август 1668)
- Елеонора Доротея (* 15 август 1669, Фьол, † 4 септември 1714, Дармщат), неомъжена
- Магдалена Сибила (* 14 октомври 1671, Фьол, † 21 април 1720, Бернщат), неомъжена